# Fahrettin Koca
Fahrettin Koca (Ömeranlı, Kulu; 2 januari 1965) is een Turkse arts en politicus. Hij is de minister van Volksgezondheid van de 66e regering van Turkije.

## Vroegere leven
Fahrettin Koca werd op 2 januari 1965 in het dorp Ömeranlı, in Kulu (Konya), geboren als zoon van een Koerdische familie. Hij volgde zijn basisonderwijs in Konya en zijn middelbare schoolonderwijs in Bursa. Na het afstuderen aan de "İstanbul Üniversitesi - Cerrahpaşa" in 1988, ontving hij de titel van arts. Uiteindelijk werd Koca in 1995 kinderarts. Hij werkte als arts en medisch directeur in verschillende gezondheidsinstellingen.

## Politieke carrière
Na de algemene parlementsverkiezingen van 2018, die werden gehouden in overeenstemming met het Turks referendum over grondwetswijzigingen 2017, werd Koca benoemd tot minister van Volksgezondheid door president Recep Tayyip Erdoğan. Hij trad aan op 10 juli 2018.

## Persoonlijk
Koca is getrouwd en heeft 4 kinderen.